# Горячев, Владимир Николаевич
Влади́мир Никола́евич Горячев (род. 30 марта 1954, Греблево, Калининская область) — советский футболист, нападающий.
Воспитанник школы калининской «Волги», тренер Юрий Анатольевич Певцов. В составе «Волги» во второй лиге в 1973—1982 годах провёл 300 игр, забил 42 (41) мяч. Обладатель Кубка РСФСР 1975 года. В 1987—1989 годах выступал за калининский клуб КФК «Искра-Центросвар».